# Вахув
Ва́хув (пол. Wachów) — село в Польше в гмине Олесно Олесненского повета Опольского воеводства.

## География
Село находится в 5 км от административного центра гмины города Олесно и в 38 км от административного центра воеводства города Ополе.

## История
В 1975—1998 годах село входило в Ченстоховское воеводство.

## Достопримечательности
- Деревянная церковь святого Лаврентия, датируемая 1706 годом — памятник культуры Опольского воеводства;
- Усадьба с парком — памятник культуры Опольского воеводства[1].